# Hav
 For alternative betydninger, se Hav (flertydig). (Se også artikler, som begynder med Hav)
Havet er den forbundne masse af saltvand, der dækker mere end 70 % af Jordens overflade (361.132.000 km², med et samlet rumfang på omkring 1.332.000.000 km³). Det modererer Jordens klima og spiller vigtige roller i vandets kredsløb, kulstofkredsløb og kvælstofkredsløb. Havet er blevet berejst og udforsket siden oldtiden, mens videnskabelige studier af havet — oceanografi — stammer tilbage fra kaptajn James Cooks opdagelsesrejser i Stillehavet mellem 1768 og 1779. Ordet hav bruges også til at betegne mindre dele af havet, der ligger halvt indlands såvel som store salte indlandssøer såsom det Kaspiske hav og Dødehavet.
Havvands mest rigelige opløste faste stof er natriumklorid. Herudover indeholder vandet også salte fra magnesium, calcium og kalium, såvel som mange andre grundstoffer, heraf nogle i meget små koncentrationer. Havets salinitet varierer kraftigt, og er typisk lavere nær overfladen og store floders udmunding, men højere i det dybe hav; de opløste saltes relative proportioner varierer dog kun meget lidt i verdenshavene. Vind, der blæser henover havoverfladen, skaber havbølger, som brydes når de når lavvandede områder. Vind skaber også overfladestrømme gennem friktion, hvilket skaber langsomt men stabilt omløb af vand igennem verdenshavene. Omløbets retning styres af faktorer såsom kontinenternes størrelse og Jordens rotation (den såkaldte Coriolis-effekt). Dybhavsstrømme, kendt som det globale transportbånd, transporterer koldt vand fra tæt på polerne og ud til alle verdenshavene. Tidevand, havoverfladens hævelse og sænkelse normalt to gange dagligt, forårsages af Jordens rotation og den omkredsende månes tyngdekrafteffekter samt, i mindre grad, af Solen, og kan have en meget stor tidevandsamplitude i bugter og æstuarier. Undervandsjordskælv fra tektoniske pladers bevægelse under havene, vulkansk aktivitet, store jordskred og nedstyrtning af store meteoritter kan alle føre til destruktive tsunamier.
Der lever en bred vifte af liv i havet, heriblandt bakterier, protister, alger, planter, svampe og dyr, da havet understøtter en mængde forskellige habitater og økosystemer, fra den solbeskinnede overflade og kystlinje (henholdsvis betegnet den fotiske zone og litorale zone) til de store dybder med stærkt tryk i den kolde, mørke abyssale zone, og fra det kolde vand under de polære iskapper til den farverige diversitet i koralrev i tropiske regioner. Mange af verdens store organismegrupper udviklede sig oprindeligt i havet og det er muligt at selve livet opstod der.
Havet er kilde til store mængder fødevarer for mennesker, hovedsageligt fisk, men også skaldyr, havpattedyr og tang, enten fanget af fiskere eller dyrket under vandet. Blandt andre menneskelige anvendelser af havet er handel, rejse, mineraludvindelse, elproduktion, krig og fritidsaktiviteter såsom svømning, sejlads og dykning. Mange af disse aktiviteter medfører dog forurening af havet.
Havet er en vigtig del af menneskers kultur, og har spillet store roller i litteraturen mindst siden Homers Odysseen, i marinemalerier, i film og i klassisk musik. I mytologier repræsenteres havet ofte symbolsk som monstre såsom Skylla, og i drømmetydning repræsenterer det underbevidstheden.

## Definition
Havet er det forbundne system af alle Jordens største vandområder, heriblandt Atlanterhavet, Stillehavet, det Indiske ocean, Sydhavet og Ishavet. Denne sammenhængende vandmasse, verdenshavene, betegnes også som "oceaner", mens ordet "hav" herudover også kan betegne mindre dele af verdenshavene, såvel som store indlandssøer med saltvand såsom Det Kaspiske hav eller Dødehavet. En alternativ opdeling af oceanerne er i mindre bihave, som igen kan inddeles i middelhave eller randhave. Nogle eksempler på bihave er Østersøen, som er et middelhav, og det Arabiske hav, som er et randhav. Andre have kaldes bugte, for eksempel den Bengalske bugt.
Formelt er det den Internationale Hydrografiske Organisation (International Hydrographic Organization) som opdeler og sætter grænser mellem havområderne.

### Etymologi
Ordet "hav" stammer fra norrønt haf og oldengelsk haef, som menes at være beslægtet med ordet "hæve". På gammelnorsk hed havet mar eller ser, men efterhånden gik man over til ordet hav, som tidligere havde været betegnelsen for flod eller højvande.

## Fysisk videnskab
Jorden er den eneste kendte planet med have af flydende vand på sin overflade, omend Mars har polære iskapper og der er en mulighed for at Jordlignende planeter i andre solsystemer ligeledes kan have have. Jordens 1.335.000.000 km³ hav indeholder omkring 97,2 % af al planetens kendte vand og dækker mere end 70 % af dens overflade. Herudover er 2,15 % af Jordens vand frosset, og findes i havisen, der dækker Ishavet, iskappen der dækker Antarktika og dets omkringliggende hav, og diverse gletsjere og andre større overfladeaflejringer rundt omkring i verden. Det resterende (omkring 0,65 % af helheden) danner undergrundsreservoirer eller diverse stadier af vands kredsløb, som indeholder ferskvand, der anvendes af det meste jordbundne liv: damp i Jordens atmosfære, skyerne den danner, regnen der falder fra disse og de søer og floder, der spontant dannes efterhånden som dette vand igen og igen flyder mod havet.
Den videnskabelige forskning i vand og jordens vands kredsløb kaldes hydrologi; hydrodynamik studerer fysikken bag vand i bevægelse. Nyere forskning i havet specifikt kaldes oceanografi, og begyndte som et studie af havets strømninger, men har siden udviklet sig til et større, multidisciplinært felt. Moderne oceanografer undersøger eksempelvis havvands egenskaber, bølger, tidevand og havstrømme, optegner kystlinjer og kortlægger havbunde og studerer liv i havet. Underdisciplinen, der specifikt beskæftiger sig med havets bevægelser, dets styrke og de kræfter der påvirker det, kaldes fysisk oceanografi. Marinbiologi (også kaldet biologisk oceanografi) studerer de planter, dyr og andre organismer, som lever i havets økosystemer. Begge discipliner understøttes af kemisk oceanografi, som studerer grundstoffernes og diverse molekylers effekt i havene, og i nyere tid har beskæftiget sig særligt meget med havets rolle i kulstofkredsløbet samt kulstofs rolle i forsuringen af verdenshavene. Marin og maritim naturgeografi kortlægger havets størrelse og form, mens maringeologi (eller geologisk oceanografi) har fundet beviser på kontinentaldrift og forsket i Jordens sammensætning og struktur, sedimenteringsprocessen og assisteret vulkanske og seismologiske studier.

### Havvand
| Stof               | Koncentration (‰) | % af alle salter |
| ------------------ | ----------------- | ---------------- |
| Chlorid            | 19,3              | 55               |
| Natrium            | 10,8              | 30,6             |
| Sulfat             | 2,7               | 7,7              |
| Magnesium          | 1,3               | 3,7              |
| Calcium            | 0,41              | 1,2              |
| Kalium             | 0,40              | 1,1              |
| Bicarbonat         | 0,10              | 0,4              |
| Bromid             | 0,07              | 0,2              |
| Carbonat           | 0,01              | 0,05             |
| Strontium          | 0,01              | 0,04             |
| Borat              | 0,01              | 0,01             |
| Fluorid            | 0,001             | <0,01            |
| Alle andre stoffer | <0,001            | <0,01            |

Vandet i havet har længe mentes at stamme fra Jordens vulkaner, som for omkring 4 milliarder år begyndte at afgasse fra smeltet klippe, omend nyere forskning tyder på at meget af Jordens vand kan stamme fra kometer.
Et af havvands særlige egenskaber er at det er salt (heraf synonymet "saltvand"). Salinitet måles normalt i promille (‰), og det åbne hav har omkring 35 g faststoffer pr. liter, hvilket er en salinitet på 35 ‰. Middelhavet er en smule højere med 38 ‰, mens saliniteten i den nordlige del af det røde hav kan nå helt op på 41‰. Nogle indlandssøer, kendt som saltsøer, har et endnu højere salinitetsniveau, heriblandt Dødehavet, som har 300 g opløst faststof pr. liter (300 ‰).
Natriumchlorid, også kendt som almindelig husholdningssalt, udgør omkring 85 % af faststofferne i havvandet, omend det også indeholder andre metalioner såsom magnesium og calcium, og negative ioner såsom sulfat, carbonat og bromid. På trods af variationer i salinitetsniveauet i forskellige have så er den relative sammensætning af de opløste salte den samme i alle verdens have. Havvand er for salt til at det er sikkert for mennesker at drikke større mængder af, da nyrerne ikke kan udlede urin, der er lige så salt som havvand.
Mængden af salt i havet har været relativt konstant igennem millioner af år, men flere faktorer påvirker alligevel en vandmasses salinitet. Fordampning og biprodukter af isdannelse øger saliniteten, mens nedbør, smeltende havis og afstrømning fra land reducerer den. Østersøen har for eksempel mange floder, der flyder ud i den, og den kan derfor betragtes som brakvand. Omvendt er det røde hav meget salt på grund af sin høje fordampningshastighed.
Havtemperatur afhænger af mængden af solstråling på havets overflade. I tropiske områder, hvor Solen er næsten direkte over havet, kan temperaturen på overfladelagene blive op til 30 °C mens temperaturen nær polerne er i ækvivalens med havisen omkring -2 °C. Der er en vedvarende cirkulation af vand i havene: Varme overfladestrømme nedkøler efterhånden som de bevæger sig væk fra troperne, og vandet bliver tykkere og synker. Det kolde vand bevæger sig derefter tilbage imod ækvator som dybhavsstrømme, drevet af temperaturforandringer og vandets massefylde, før det til sidst igen strømmer op mod overfladen. Dybhavsvand har en temperatur på mellem -2 °C og 5 °C på alle sider af kloden.
Havvand med en typisk salinitet på 35‰ har et frysepunkt på omkring −1.8 °C. Når dets temperatur bliver lav nok bliver der dannet iskrystaller på overfladen. Disse brækkes i mindre stykker og flyder sammen til at danne flade plader, der danner en tyk suspension kendt som krav. I rolige omgivelser fryser denne suspension til en tynd, flad iskappe af tyndis, også kendt som nilas, som tykner efterhånden som ny is dannes på dens underside. I mere turbulent hav danner kravkrystallerne flade plader, som glider under hinanden og derefter flyder sammen og danner isflager. Under nedfrysningsprocessen fanges saltvand og luft mellem iskrystallerne. Nilas kan have en salinitet på 12–15 ‰, men når havisen er et år gammel vil dette niveau være faldet til 4–6 ‰.
Mængden af oxygen i havvand afhænger primært af planterne, der vokser i det. Disse er hovedsageligt alger, heriblandt fytoplankton og nogle karplanter såsom havgræs. I dagslys producerer disse planters fotosyntese oxygen, som opløses i havvandet, og anvendes af havdyr. Om natten stopper fotosyntesen, og mængden af opløst oxygen falder. I det dybe hav, hvor der ikke skinner nok lys til at understøtte planteliv, er der meget list opløst oxygen - i stedet nedbrydes organiske materiale af anaerobiske bakterier, som producerer svovlbrinte. Global opvarmning menes at forårsage reducerede mængder oxygen i overfladevand, siden opløseligheden af ilt i vand falder ved højere temperaturer. Mængden af lys, der skinner igennem havet, afhænger af solens vinkel, vejret og vandets turbiditet. Meget lys bliver reflekteret tilbage ved overfladen, og rødt lys bliver absorberet i de første få meter. Gult og grønt lys når dybere ned, og violet lys kan nå op til 1000 meter ned. Der er dog ikke nok lys til fotosyntese til plantevækst på dybder under 200 meter.

### Bølger
Vind, der blæser henover en vandmasses overflade, danner bølger, som er vinkelrette til vindens retning. Friktionen mellem luft og vand ved en mild brise i en dam kan forårsage dannelsen af krusninger på vandoverfladen. En stærk blæst henover havet forårsager større bølger idet den bevægende luft skubber op mod den hævede vandryg. Bølgerne når deres maksimale højde når den hastighed de bevæger sig i, næsten svarer til vindhastigheden. I åbent hav, når vinden blæser konstant sådan som det ses på den sydlige halvkugle i de såkaldte "roaring forties", ruller lange, samlede masser af vand kaldet dønninger henover havet. Hvis vinden dør hen reduceres bølgedannelsen, men allerede-dannede bølger fortsætter med at rejse i deres oprindelige retning indtil de støder på land. Størrelsen på bølgerne afhænger af deres slaglængde, afstanden som vinden har blæst henover vandet og den vinds styrke og varighed. Når bølger møder andre bølger, der kommer fra andre retninger, forårsager sammenstøder mellem dem forstyrrelser og uregelmæssigheder i havet. Konstruktiv interferens kan forårsage individuelle (uventede) monsterhavbølger, der som minimum bliver dobbelt så store som normale bølger. De fleste bølger er mindre end 3 meter høje men det hænder at stærke storme kan fordoble eller tredoble den højde; offshorekonstruktioner såsom havvindmølleparker og boreplatforme anvender anvender meteorologiske og oceanografiske statistikker fra målinger til at udregne hvilken bølgestyrke (inklusive eksempelvis hundredeårsbølger) som de skal kunne modstå. Monsterhavbølger er dog blevet set på højder helt op til over 25 meter.
Det laveste punkt mellem bølgerne kaldes "truget", og bølgelængden defineres som afstanden mellem bølgetoppene. Selvom bølgen skubbes henover havoverfladen af vinden er der ikke tale om en horisontal bevægelse af vand, men derimod en overførsel af energi. Når bølgerne nærmer sig land og bevæger sig ind på lavt vand ændres de: hvis de ankommer vinklet kan bølgerne bøje sig (refraktion) eller vikle sig om sten og næs (diffraktion). Når bølgen når et punkt hvor dens dybeste vandsvingninger rammer havbunden, begynder den at sætte farten ned. Dette trækker bølgetoppene tættere sammen og øger bølgens højde, hvilket kaldes "shoaling". Når forholdet mellem bølgens højde og vanddybden overskrider en bestemt grænse brydes bølgen i "brændingen", og vælger sammen i en masse af skummende vand. Dette skyller op på stranden, hvorefter det falder tilbage i havet som følge af tyngdekraften.

### Tsunami
En tsunami er en usædvanlig form for bølge, der kan opstå ved en usædvanligt kraftfuld begivenhed såsom et undervandsjordskælv eller -jordskred, et meteornedslag eller et vulkanudbrud. Disse begivenheder kan midlertidigt løfte eller sænke havoverfladen i det påvirkede område, hvorefter det forskudte havvands potentielle energi bliver til kinetisk energi og skaber en lav bølge, en tsunami, der spreder sig udad ved en hastighed proportionel til vanddybdens kvadratrod, og som derfor bevæger sig meget hurtigere i det åbne hav end på en kontinentalsokkel. I det dybe åbne hav har tsunamier bølgelængder på omkring 130 til 480 kilometer og bevæger sig med en hastighed på mere end 970 km/t), men de opdages sjældent på dette stadie, da de typisk er mindre end en meter høje. I modsætning hertil har overfladehavbølger forårsaget af vind væsentligt mindre bølgelængder, bevæger sig med en hastighed på op til 105 km/t og er op til 14 meter høje.
En udløsende begivenhed på kontinentalsoklen kan forårsage en lokal tsunami på landsiden og en fjern tsunami som bevæger sig udover havet. Bølgens energi spredes kun gradvist, men spredes ud over bølgefronten på en måde så dens front bliver længere efterhånden som bølgen bevæger sig væk fra kilden og gennemsnitsenergien reduceres således at fjerne kyster i gennemsnit kun rammes af svagere bølger. Da bølgehastigheden styres af vanddybden rejser bølgen dog ikke i alle retninger ved samme hastighed og dette påvirker bølgefrontens retning - en effekt der kendes som refraktion - hvilket kan fokusere den frembrusende tsunamis styrke i nogle områder og svække den i andre i henhold til topografien under vandet.
Efterhånden som en tsunami bevæger sig ind i lavt vand øges dens hastighed, dens bølgelængde bliver kortere og dens amplitude øges enormt, meget på samme måde som for vind-genererede bølger i lavt vand, men på en langt større skala. Tsunamien kan enten ramme kysten med truget eller bølgetoppen først. I det førstnævnte tilfælde trækker havet sig tilbage og blotter områder under tidevandszonen på kysten, hvilket kan fungere som en vigtig advarsel for beboere langs kysten. Når bølgetoppen ankommer brydes den normalt ikke, men skyller i stedet indover land og oversvømmer alt på sin vej. Store dele af ødelæggelsen sker typisk når oversvømmelsesvandet drænes tilbage i havet efter tsunamien har ramt, og derigennem trækker vragrester, mennesker og mange andre ting med sig ud i havet. Ofte kan en enkelt geologisk begivenhed udløse flere tsunamier, hvorefter disse kan ankomme i intervaller på mellem otte minutter og to timer. Et af de mest kendte eksempler på dette i nyere tid skete 26. december 2004, da et kraftigt undervandsjordskælv i Det Indiske Ocean udløste en række altødelæggende tsunamier, der endte med at koste mere end 227.000 mennesker livet. Den første bølge, der rammer kysten, er ikke nødvendigvis den største eller mest destruktive. Somme tider kan en tsunami transformeres til en tidevandsbølge, hvilket oftest ses i en lavvandet bugt eller en flodmunding.

### Strømme
Vind, der blæser henover havoverfladen, forårsager friktion ved grænsefladen mellem luft og hav. Udover at forårsage bølger får dette også havvandet ved overfladen til at bevæge sig i samme retning som vinden. Selvom vindene kan variere blæser de på et givent sted altid primært fra en bestemt retning, hvilket muliggør dannelsen af overfladestrømme. Vestlige vinde er de mest almindelige ved de midterste breddegrader, mens østlige vinde dominerer troperne. Når vand bevæger sig på denne måde flyder andet vand ind for at udfylde hullet og der opstår en cirkulær bevægelse af overfladestrømme der kendes som en gyre. Der findes fem centrale gyrer i verdenshavene: to i Stillehavet, to i Atlanterhavet og en enkelt i det Indiske ocean. Andre mindre gyrer kan findes i mindre have, og en enkelt gyre flyder omkring Antarktika. Disse gyrer har fulgt de samme ruter i flere årtusinder, ledt af landets topografi, vindretningen og Coriolis-effekten. Overfladestrømmene flyder med uret i den nordlige halvkugle og mod uret i den sydlige halvkugle. Vandet, der bevæger sig væk fra ækvator, er varmt hvorimod det der flyder i modsat retning har mistet det meste af sin varme. Disse strømme har en tendens til at moderere Jordens klima ved at nedkøle regionen omkring ækvator og opvarme regioner ved højere breddegrader. Det globale klima, såvel som vejrudsigter, påvirkes voldsomt af verdenshavene så globale klimamodeller gør brug af de generelle havcirkulationsmodeller såvel som af modeller af andre større komponenter såsom atmosfære, landoverflader, aerosoler og havis. Havmodeller gør brug af en gren af fysikken, geofysisk væskedynamik, som beskriver strømninger af væsker såsom havvand i stor skala.
Overfladestrømme påvirker kun de øverste få hundrede meter af havet, men der er også større strømme i havdybderne forårsaget af bevægelse i dybe vandmasser. En central dybhavsstrøm bevæger sig gennem alle verdens have og kendes som Den termohaline cirkulation eller "det store transportbånd". Denne bevægelse er langsom og drives af forskelle i vandets massefylde som følge af variationer i salinitet og temperatur. Ved højere breddegrader nedkøles vandet på grund af den lave atmosfæriske temperatur og bliver dermed mere salt efterhånden som havisen udkrystalliseres. Begge disse faktorer gør den tættere og får vandet til at synke. Dette vand flyder herefter fra det dybe hav omkring Grønland sydpå mellem de kontinentale landmasser på begge sider af Atlanterhavet. Når det når Antarktis bliver det tilført yderligere masser af koldt, synkende vand og flyder derefter mod øst. Herefter splittes det i to strømme, som bevæger sig nordpå ind i det Indiske ocean og Stillehavet. Her opvarmes det gradvist, bliver mindre tæt, stiger mod overfladen og løber tilbage. Det tager tusind år for dette cirkulationsmønster at blive fuldført.
Udover gyrer findes der også midlertidige overfladestrømme, der opstår under særlige omstændigheder. Når bølger rammer en kyst fra en vinkel skabes en særlig kyststrøm idet vandet skubbes parallelt med kystlinjen. De brydende bølgers størrelse, strandens længde og bølgens skrå vinkel på stranden er alle med til at afgøre hvor stærk en kyststrøm er. Disse strømme kan flytte store mængder sand eller småsten, skabe odder og få hele strande til at forsvinde og blokere vandkanaler. Et revlehul kan opstå når vand fra indgående bølger samles nær kosten og derefter kanaliseres ud til havet gennem en kanal i havbunden. Dette kan ske i et hul i en sandbanke eller nær en menneskeskabt struktur såsom en høfde. Disse stærke strømme kan have en hastighed på næsten 1 m/s, kan dannes på forskellige steder og i forskellige stadier af tidevandet og kan bære uopmærksomme badegæster væk fra stranden. Midlertidige oprulningsstrømme opstår når vinden skubber vandet væk fra land og det dybere vand stiger op for at tage dets plads. Dette kolde vand er også rigt på næringsstoffer og skaber en opblomstring af fytoplankton og en forøgelse af mængden af havaktivitet i området.

### Tidevand
Tidevand er en regelmæssig stigning og fald i vandniveau i havene som reaktion på Månen og Solens påvirkning af tyngdekraften, og effekterne af Jordens rotation. I løbet af hvert tidevandscyklus vil vand på ethvert givent sted stige til en maksimal vandstand kendt som "højvande" (selve stigningen kaldes "flod") og derefter sænke sig til en minimal vandstand kaldet "lavvande" (selve faldet kaldes "ebbe"). Idet vandet trækker sig blotter det gradvist større dele af forstranden, også kendt som tidevandszonen. Forskellen i højde mellem højvande og lavvande kaldes tidevandsamplituden.
De fleste områder oplever to højvande hver dag, ved intervaller på omkring 12 timer og 25 minutter. Dette er halvdelen af de 24 timer og 50 minutter, som det tager Jorden at foretage en hel rotation om sig selv, og returnere Månen til sin tidligere position i forhold til en observatør. Månens masse er omkring 27 millioner gange mindre end Solens, men 400 gange tættere på Jorden. Tidevandskraft mindskes kraftigt jo længere væk man kommer, så månen har mere end to gange så stærk en effekt på tidevandet som Solen. Der dannes en bule i havet der hvor Jorden er tættest på Månen, da det også er det sted hvor påvirkningen fra Månens tyngdekraft er stærkest. På den modsatte side af Jorden er månens kraft svagest, hvilket forårsager en anden bule. Efterhånden som Månen roterer rundt om Jorden vil disse buler følge samme bevægelse rundt om Jorden. Solens tyngdekrafttiltrækning har også en effekt på havet, men dens tidevandseffekt er væsentligt mængde kraftfuld end Månens. Når Solen, Månen og Jorden er placeret på en lige linje (ved fuldmåne og nymåne) resulterer deres kombinerede effekt i væsentligt større tidevandsamplitude, mens det modsatte er tilfældet når Solen er positioneret i en vinkel på 90° fra Månen set fra Jorden.
Tidevandsstrømme af havvand modstås af vandets inerti, og kan påvirkes af landmasser. I områder såsom den Mexicanske Golf hvor land begrænser bulernes bevægelse, kan man opleve at der kun er tidevand en enkelt gang om dagen. Kystnært fra en ø kan der være et kompleks dagligt tidevandscyklus med fire højvande. Østræderne ved Chalkis på Evia oplever stærke strømme, som meget pludseligt skifter retning, normalt fire gange om dagen, men op til 12 dagen når Månen og Solen er 90° fra hinanden. I områder med en tragtformet bugt eller flodmunding kan tidevandsamplituden blive større. Bay of Fundy er det bedst kendte eksempel på dette, og kan opleve tidevand på 15 meter. Selvom tidevand er regelmæssigt og forudsigeligt kan højden på højvande variere på grund af vinden. Højtrykket i midten af en anticyklon skubber vandet ned, og associeres med abnormt lavt tidevand, mens lavtryk omvendt kan forårsage ekstremt højt tidevand. En stormflod kan opstå når kraftige vinde skubber vand op mod kysten i et lavvandsområde og dette kan, i kombination med et lavtrykssystem, hæve havoverfladen ved højvande dramatisk. I 1900 oplevede Galveston, Texas en stigning på 5 m under en dødbringende orkan, der overvældede byen, dræbte mere end 3500 mennesker og ødelagde 3636 hjem.

### Havbassiner
Jorden består af en magnetisk central kerne, en hovedsageligt flydende kappe og en hård, stiv ydre skal (eller litosfære), der består af Jordens klippefyldte skorpe og de dybere, hovedsageligt faste, ydre lag af kappen. På land er skorpen kendt som kontinentalplader, mens den under vandet kendes som oceanbundsplader. Sidstnævnte består af relativt tæt basalt og er cirka 5-10 kilometer tykke. Den relativt tynde litosfære flyder på den svagere og varmere kappe, og er splintret i en række tektoniske plader. I midten af havet stødes magma konstant gennem havbunden mellem tilstødende plader, og danner dermed oceanrygge, hvor konvektionsstrømme indenfor kappen har en tendens til at drive de to plader fra hinanden. Parallelt med disse rygge, nærmere kysterne, kan en oceanisk plade glide under en anden i en proces kendt som subduktion. Denne proces danner dybe oceangrave, og skaber friktion idet pladerne gnides op mod hinanden. Bevægelsen sker i ryk, hvilket forårsager jordskælv, der produceres varme og magma tvinges opad, hvilket skaber undervandsbjerge, hvoraf nogle kan danne kæder af vulkanske øer nær de dybe grave. De oceaniske plader tættere på nogle af grænserne mellem land og hav er typisk en smule tættere og kan glide ind under kontinentalpladerne, hvorved der dannes flere subduktionsgrave. Idet de to plader gnides mod hinanden kan kontinentalpladen deformeres og spænde, hvilket kan skabe bjerge og seismisk aktivitet.
Jordens dybeste grav er Marianergraven, som strækker sig omkring 2500 kilometer henover havbunden. Den ligger nær Marianerne, en vulkansk øgruppe i det vestlige Stillehav, og selvom den i gennemsnit kun er 68 kilometer bred er dens dybeste punkt 10.994 meter under havoverfladen. En endnu længere grav løber langs Perus og Chiles kyster, hvor den når en dybde på 8065 meter og strækker sig henover 5900 kilometer. Denne grav ligger hvor den oceaniske Nazca-plade glider under den sydamerikanske kontinentalplade og er forbundet med stigningen og den vulkanske aktivitet i Andesbjergene.

### Kyster
Området hvor land møder hav kaldes kyst. En strand er akkumuleringen af sand eller sten på kysten. Et næs betegner typisk et lille fremspring på en kyst mens et større forbjerg kaldes et kap. En kystlinjes indryk, især mellem to næs eller halvøer, er en bugt, og en særligt stor bugt kan omtales som en golf, omend de to ord i praksis betragtes som synonyme. Kystlinjer påvirkes af flere faktorer heriblandt bølgernes styrke idet de rammer kysten, kystklippernes sammensætningen og hårdhed, skråningen ud for kysten og meget andet. Normalt ruller der seks til otte bølger mod kysten i minuttet, og disse kendes som konstruktive bølger, da de har en tendens til at flytte materiale op ad stranden og ikke har en nævneværdig erosiv effekt. Stormbølger rammer derimod kysten hurtigt efter hinanden, og kendes som destruktive bølger, da deres skvulpen flytter strandmateriale ud i havet. Under deres påvirkning bliver sand og småsten på stranden malet sammen og eroderet. Ved højvande kan en stormbølge ved foden af en klippe have en ødelæggende effekt, da luft i huller og sprækker bliver komprimeret og derefter udvider sig hastigt med frigivelsen af trykket. På samme tid kan sand og småsten have en eroderende effekt idet de kastes mod klipperne. Dette har en tendens til at underskære klippen, og bliver efterfølgende forværret af normale forvitringsprocesser forårsaget af eksempelvis frost. En bølgeskåret platform udvikler sig langsomt ved foden af klippen, hvilket har en beskyttende effekt og reducerer yderligere bølgeerosion.
Materiale fra landmarginerne ender med tiden i havet. Her gennemgår det nedslidning efterhånden som strømme, der flyder parallelt med kysten, transporterer sand og småsten væk fra deres oprindelsessted. Bundfald, der flyder i floder i retning mod havet, ender typisk på havbunden hvor det med tiden kan forårsage floddeltaer i flodmundinger. Alle disse materialer bevæger sig frem og tilbage påvirket af bølger, tidevand og strømme. Opmudring fjerner materiale og uddyber kanaler, men kan have uventede bivirkninger andetsteds på kystlinjen. Myndigheder søger ofte at forhindre oversvømmelse af land ved at bygge moler, diger og andre forsvarsværker mod havet. For eksempel er Thames Barrier beregnet til at beskytte London fra en stormflod, mens svigtet i digerne omkring New Orleans under Orkanen Katrinas hærgen, medvirkede til at skabe en humanitær krise i USA. Landvinding i Hong Kong muliggjorde konstruktionen af Hong Kong International Airport ved at udjævne og udvide to mindre øer.

### Havoverflade
Havoverfladen, eller havniveauet, er et nulpunkt, der henvises til i angivelser om højder, eksempelvis meter over havet. Havoverfladens beliggenhed påvirkes af en række faktorer over kortere og længere tidsperioder, og har igennem størstedelen af den geologiske tid været højere end den er i dag. Den centrale faktor, som påvirker havoverfladen over tid er resultatet af forandringer i den oceaniske skorpe, og en tendens til yderligere fald i havoverflade forventes at fortsætte på meget lang sigt. Ved den sidste istids maksimum, for omkring 20000 år siden, var havoverfladen 120 meter under sit nuværende niveau. I mindst de sidste 100 år er havoverfladen steget med 1,8 millimeter om året i gennemsnit. Det meste af denne stigning kan tilskrives en øget temperatur i havet, og den resulterende lette varmeudvidelse i de øvre 500 meter vand. Yderligere bidrag, op til 25 % af effekten, kommer fra vandkilder på land, såsom smeltende sne og gletsjere, samt udvinding af grundvand til irrigering og andre landbrugsmæssige og menneskelige behov. Den stigende vandstand som resultat af global opvarmning forventes at fortsætte mindst frem til slutningen af det 21. århundrede.

### Vandets kredsløb
Havet spiller en central rolle i det hydrologiske cyklus, hvori vand fordamper fra havet, bevæger sig gennem atmosfæren som damp, kondenserer, falder som regn eller sne, og dermed muliggør liv på landjorden, og efterfølgende for størstedelens vedkommende flyder tilbage i havet. Selv i Atacamaørkenen, hvor der kun sjældent falder regn, blæser der tykke tågeskyer kendt som camanchaca ind fra havet, og muliggør dermed planteliv.
I Centralasien og andre store landmasser findes der endorheiske bassiner, som ikke har nogen vej ud i havet, hvad enten de er separeret fra havet af bjerge eller andre naturlige geologiske elementer, der forhindrer vandet i at dræne væk. Det Kaspiske hav er det største af disse bassiner - dets centrale indstrømning er fra floden Volga, der er ikke nogen udstrømning, og fordampningen af vand medfører derfor at der akkumuleres større mængder salt og opløste mineraler. Aralsøen i Kasakhstan og Usbekistan, og Pyramid Lake i Nevada det vestlige USA, er yderligere eksempler på store, salte indlands-vandmasser uden dræningsmuligheder. Nogle endorheiske søer er mindre salte, men de er alle følsomme overfor kvaliteten i det indstrømmende vand.

### Kulstofkredsløb
Havet indeholder den største kvantitet af aktivt cirkuleret kulstof i verden, og er i forhold til mængden af kulstof det kan opbevare kun overgået af litosfæren. Havenes overfladelag indeholder store mængder opløst organisk kulstof, der hastigt udveksles med atmosfæren. Det dybe lags koncentration af opløst uorganisk kulstof er omkring 15 % højere end overfladelagets og det forbliver lagret i længere perioder. Den termohaline cirkulation udveksler kulstof mellem disse to lag.
Kulstof ender i havet idet atmosfærisk kuldioxid opløses i overfladelagene og omdannes til kulsyre, carbonat og bicarbonat:
CO2 (gas) ⇌ CO2 (aq)
CO2 (aq) + H2O ⇌ H2CO3
H2CO3 ⇌ HCO3− + H+
HCO3− ⇌ CO32− + 2 H+
Det kan også blive ført til havet fra floder som opløst organisk kulstof, og derefter omdannes til kulstof af fotosyntetiske organismer. Dette kan enten udveksles igennem fødekæden eller bundfælde sig i dybere, mere kulstofrige lag som dødt blødt væv eller i i skaller og knogler som calciumcarbonat. Det cirkulerer i dette lag i lange perioder, hvorefter det enten bliver aflejret som bundfald eller bliver sendt tilbage til overfladevandet gennem termohalin cirkulation.

### Forsuring
Havvand er let alkalint og har haft en gennemsnitlig pH-værdi på omkring 8,2 henover de seneste 300 millioner år. I nyere tid har antropogene (menneskeskabte) aktiviteter gradvist øget indholdet af kuldioxid i atmosfæren; omkring 30-40 % af den tilføjede CO2 optages af havene, hvor det danner kulsyre og sænker pH-værdien (der nu er under 8,1) gennem en proces, der omtales som "havenes forsuring". pH-værdien forventes at være faldet til 7,7 (en tredobbelt stigning i hydrogen-ion-koncentration) i år 2100, hvilket er en meget dramatisk forandring på et enkelt århundrede.
Et vigtigt element for dannelsen af skeletalt materiale i havdyr er calcium, men calciumcarbonat bliver mere mere opløseligt i takt med trykket, så carbonatskjolde og skeletter bliver opløst under carbonatkompensationsdybden. Calciumcarbonat bliver også mere opløseligt ved lavere pH-værdier, så havenes forsuring forventes at have en ødelæggende effekt på havorganismer med kalkholdige skjolde eller skaller, såsom østers, muslinger, søpindsvin og koraller, da de vil have en reduceret evne til at danne skaller, og carbonatkompensationsdybden vil stige til at være tættere på havoverfladen. Blandt andre organismer, der vil blive påvirket, er planktonorganismer såsom de bløddyrslignende pteropoda og enkeltcellede alger kaldet kalkflagellater og foraminiferer. Alle disse er vigtige dele af fødekæden og hvis de begynder at forsvinde vil det få store konsekvenser. I tropiske regioner bliver koraller sandsynligvis voldsomt påvirket, da de vil få sværere ved at opbygge deres calciumcarbonat-skelet, hvilket vil påvirke andre organismer, der lever i koralrev, negativt.
Den hastighed, som havenes kemi ændrer sig ved i øjeblikket, lader til at være uden fortilfælde i Jordens geologiske historie, hvilket gør det uvist hvor godt havenes økosystemer vil være i stand til at tilpasse sig den ændrede tilstand i den nære fremtid. Et specielt alvorligt spørgsmål er hvordan kombinationen af forsuring og andre belastninger såsom højere temperaturer og lavere iltniveau vil påvirke havene.

## Liv i havet
Der lever en meget forskelligartet blanding af livsformer i havet. Da sollys kun oplyser de øverste lag er størstedelen af havet i permanent mørke. De forskellige dybder og temperaturzoner er hver især habitat for et unikt sæt af arter, og som helhed er havet derfor hjem til en enorm diversitet af liv. Blandt Der findes mange marine habitater, fra overfladevandet og ned til de dybeste oceangrave, heriblandt koralrev, tangskove, havgræsenge, tidevandspytter, mudrede, sandede og klippefyldte havbunde, samt den åbne pelagiske zone. Organismerne, der lever i havet, strækker sig i størrelse fra hvaler på 30 meter til mikroskopisk fytoplankton og dyreplankton, svampe og bakterier. Liv i havet spiller en vigtig rolle i kulstofkredsløbet, da fotosyntetiske organismer konverterer opløst carbondioxid til organisk carbon, og er derudover også økonomisk vigtigt for mennesker, der fisker efter det til brug som mad.
Livet kan have haft sin oprindelse i havet, og alle større grupper af dyreliv repræsenteres der. Videnskabsfolk er uenige om præcis hvor i havet livet stammer fra: Miller-Urey-eksperimenterne peger på en fortyndet kemisk "suppe" i åbent vand, mens der blandt nyere forslag er vulkanske varme kilder, finkornede leraflejringer eller en type hydrotermiske væld kaldet "black smokers", som alle ville kunne have ydet beskyttelse fra den farlige ultraviolette stråling, der ikke blev blokeret af den tidlige Jords atmosfære.

### Marine habitater
Marine habitater kan opdeles horisontalt i kysthabitater og habitater i åbent hav. Kysthabitater strækker sig fra kystlinjen og til grænsen af kontinentalsoklen, og det meste liv i havet findes her, på trods af at området kun står for 7 % af det samlede havareal. Habitater i åbent hav findes i det dybe hav på den anden side af kontinentalsoklens grænse. En anden opdeling kan gøres vertikalt i pelagiske (åbent vand), demersale (lige over havbunden) og bentiske (havbunden) habitater. En tredje opdeling er efter breddegrad: fra polarhavene med ishylder, havis og isbjerge, til tempererede og tropiske farvande.
Koralrev, også kaldet "havets regnskov", står for mindre end 0,1 % af klodens havoverflade, men deres økosystemer omfatter 25 % af alle verdens marine arter. De bedst kendte er de tropiske koralrev såsom Australiens Great Barrier Reef, men koldvandsrev er også levested for en lang række arter inklusive mange koraler (hvoraf kun seks bidrager til dannelsen af selve revene).

### Alger og planter
Havets producenter — planter og mikroskopiske organismer i planktonet — er udbredte og essentielle for økosystemet. Det vurderes at halvdelen af verdens ilt produceres af fytoplankton. Omkring 45 % af havets primærproduktion af levende materiale udgøres af kiselalger. Større alger, kendt som tang, er lokalt vigtige, heriblandt Sargassum og kelp. Dækfrøede planter i form af havgræsarter vokser på "enge" i sandede lavvandsområder, mangrover ligger langs kysten i tropiske og subtropiske regioner og salt-tolerante planter trives i regelmæssigt oversvømmede saltmarsker. Alle disse levesteder er i stand til at optage store mængder kulstof og understøtte en biodiverse vifre af dyreliv.
Da lys kun er i stand til at penetrere de øverste 200 meter af havet er dette den eneste del hvor planter er i stand til at vokse. Overfladelagene mangler ofte biologisk aktive kvælstofforbindelser. Det marine kvælstofkredsløb består af komplekse mikrobiale transformationer, der omfatter fiksering af kvælstof, dets assimilering, nitrifikation, anammox og denitrifikation. Nogle af disse processer finder sted i det dybe hav så plantevækst er højere hvor der er upwelling af koldt vand, såvel som nær flodmundinger hvor der findes næringsstoffer fra landjorden. Dette betyder at de mest produktive områder, der er rige på plankton og derfor også på fisk, hovedsageligt er kystområder.

### Dyr og andet havliv
Der findes et bredere spektrum af høje dyre-taksa i havet end på land, mange marine arter er endnu ikke blevet opdaget og antallet der kendes videnskabeligt stiger hvert år. Nogle hvirveldyr såsom havfugle, sæler og havskildpadder vender tilbage til landjorden for at yngle, men fisk, hvaler og havslanger lever hele deres liv under vandet, og mange hvirvelløse phyla er udelukkende marine. Havet er fyldt med liv og understøtter mange forskellige mikrohabitater. Et af disse er overfladefilmen, som, selvom den bliver kastet rundt med bølgernes bevægelse, er et rigt miljø hvor der lever bakterier, marine svampe, mikroalger, protozoer, fiskeæg og forskellige larver.
Den pelagiske zone indeholder makro- og mikrofauna og et vælg af dyreplankton, som driver med strømmen. De fleste af de mindste organismer er fiskelarver og hvirvelløse dyr, der lægger et enormt antal æg for at kompensere for at sandsynligheden for at deres afkom overlever er så lille. Dyreplankton lever af planteplankton og hinanden og danner en grundlæggende del af en kompleks fødekæde, der strækker sig igennem fisk af forskellig størrelse og andre nektoniske organismer til store sprutter, hajer, marsvin, delfiner og hvaler. Nogle marine dyr foretager store migrationer, enten til andre regioner i havet på årstidsbasis eller vertikale migrationer dagligt, hvor de ofte kommer op til overfladen for at spise om natten og derefter vender tilbage til sikkerheden i dybet om dagen. Skibe kan introducere eller sprede invasive arter ved at losse ballastvand eller ved transport af organismer, der har klumpet sig på skibets skrog (såkaldt fouling).
Den demersale zone understøtter mange dyr, der spiser bentiske organismer eller søger beskyttelse fra rovdyr, og havbunden muliggør en række habitater på eller under substratoverfladen, som anvendes af dyr, der har tilpasset sig disse forhold. I tidevandszonen, med den periodiske eksponering overfor dehydrerende luft, lever rankefødder, bløddyr og krebsdyr. Den neritiske zone har mange organismer, der behøver lys for at overleve. Her, blandt de algebesatte klipper, lever havsvampe, pighuder, havbørsteorme, søanemoner og andre hvirvelløse dyr. Koraler indeholder ofte fotosyntetiske symbionter og lever i lavt vand hvor lyset kan trænge igennem. Deres store kalkholdige skeletter ender som koralrev, der er en vigtig del af havbunden. Disse rev bliver et biodiverst habitat for mange organismer. Der er mindre havliv på bunden af dybere hav, men havliv trives også omkring dybhavsbjerge, der stikker op fra dybet, og hvor fisk og andre dyr samles for at yngle og spise. Demersale fisk lever tæt på havbunden og lever hovedsageligt af pelagiske organismer eller hvirvelløse dyr fra den bentiske zone - samlet betegnet bentos. Undervandsfartøjers udforskning af det dybe hav har afsløret en helt ny verden af dyreliv, der lever på havbunden, og som videnskaben ikke hidtil har kendt til. Nogle, såsom de såkaldte detritivori, er afhængige af organisk materiale, der falder ned på havbunden fra øvre lag af havet. Andre samles omkring hydrotermiske væld, hvor det mineralrige vand flyder op fra havbunden, og dermed muliggør forsamlinger hvis primære producenter er sulfid-oxiderende kemotrofiske bakterier og hvis konsumenter er særligt tilpassede muslinger, søanemoner, rankefødder, krabber, orme og fisk, der ofte ikke findes noget andet sted på kloden. En død hval, der synker ned på havets bund, kan være føde for en større samling af organismer, som på lignende måde er afhængige af de svovl-reducerende bakterier. Sådanne områder understøtter unikke biomer hvor der er blevet opdaget mange nye mikrober og andre livsformer.

## Mennesker og havet

### Navigation og udforskning
Mennesker har rejst på havene siden de første havgående skibe blev bygget. Folk i det gamle Mesopotamien anvendte asfaltbitumen til at kalfatre deres sivbåde og mestrede senere brugen af sejl. Ved ca. 3000 f.Kr. var de austronesiske folk på Taiwan begyndt at sprede sig til det maritime Sydøstasien. Efterfølgende begyndte de austronesiske "Lapita-folk" at udvise en veludviklet navigationsevne, og var i stand til at bevæge sig fra Bismarckarkipelaget og helt til Fiji, Tonga og Samoa. Deres efterkommere fortsatte med at foretage lange rejser mellem små øer på udriggerkanoer, og opdagede i processen mange nye øer, heriblandt Hawaii, Påskeøen (Rapa Nui) og New Zealand.
De gamle egyptere og fønikerne udforskere Middelhavet og Rødehavet, og den egyptiske adelsmand Henenu nåede den arabiske halvø og Afrikas kyst omkring år 2750 f.Kr. I det første årtusinde f.Kr. etablerede fønikerne og grækerne kolonier langs Middelhavet og Sortehavet. Omkring år 500 f.Kr. efterlod den kartaginske navigatør Hanno sig en detaljeret periplus om en atlantisk rejse, der strakte sig mindst til Senegal og muligvis helt til Mount Cameroon. I den sidste halvdel af det 4. århundrede f.Kr. udforskede den græske opdagelsesrejsende Pytheas fra Massalia Nordsøen. I den mørke middelalder bosatte vikingerne, anført af Erik den røde, sig på Grønland, og Eriks søn, Leif den Lykkelige, nåede efterfølgende helt til L'Anse aux Meadows i det nordøstlige Nordamerika. Novgoroderne havde sejlet i Hvidehavet siden det 13. århundrede og muligvis endnu tidligere. Samtidig blev havene langs den østlige og sydlige asiatiske kyst benyttet af arabiske og kinesiske handelsrejsende. Det kinesiske Ming-dynasti havde en flåde på 317 skibe med 37.000 mænd som sejlede i det Indiske ocean og Stillehavet under Zheng He i det tidlige 15. århundrede. I det sene 15. århundrede begyndte vesteuropæiske sømænd at foretage længere opdagelsesrejser på jagt efter nye handelsruter. Bartolomeu Dias sejlede omkring Kap Det Gode Håb i 1487 og Vasco da Gama nåede Indien via Kappet i 1498. Christoffer Columbus sejlede fra den spanske by Cadiz i 1492 og rejste vestpå i et forsøg på at finde en ny, hurtigere rute til Indien og Japan. I stedet gik han i land på en ø i det Caribiske hav og nogle få år senere nåede den venetianske navigatør John Cabot til Newfoundland. Den italienske opdagelsesrejsende Amerigo Vespucci, som Amerika blev opkaldt efter, udforskede den sydamerikanske kystlinje på rejser mellem 1497 og 1502, hvor han blandt andet opdagede Amazonflodens flodmunding. I 1519 anførte den portugisiske navigatør Ferdinand Magellan den første ekspedition, som foretog en verdensomsejling.
Første gang kompasset blev anvendt som navigationsinstrument var af de gamle grækere og kinesere, som anvendte det til at vide hvilken retning der var nord, og dermed kunne afgøre i hvilken retning skibet sejlede. Breddegraden (en vinkel som går fra 0° ved ækvator til 90° ved polerne) blev afgjort ved at måle vinklen mellem Solen, Månen eller en specifik stjerne og horisonten ved brug af et astrolabium, jacobsstav eller sekstant. Længdegraden (en linje på kloden, der går fra en pol til den anden) kunne kun udregnes med et præcist kronometer, som kunne vise den præcise tidsforskel mellem skibet og et bestemt fast punkt såsom Nulmeridianen. I 1759 designede John Harrison, en urmager, et sådan instrument og James Cook anvendte det efterfølgende på sine opdagelsesrejser. I dag anvender Global Positioning System (GPS) mere end 30 satellitter til at give præcis navigation over hele kloden.
Geografiske kort har til alle tider været en essentiel del af navigation. I det andet århundrede kortlagde Ptolemæus hele den kendte verden fra "Fortunatae Insulae", Kap Verde eller De Kanariske Øer i vest og helt til Thailandbugten i øst. Dette kort blev fortsat anvendt i 1492, da Christoffer Columbus tog afsted på sine opdagelsesrejser. Efterfølgende lavede Gerardus Mercator et praktisk verdenskort i 1538, hvor han for nemhedens skyld gjorde loksodromerne lige. I det 18. århundrede var der blevet lavet bedre kort, og et af James Cooks formål med sine rejser var netop at kortlægge havet yderligere. Videnskabelige studier er fortsat med Tuscaroras dybdeoptagelser, Challenger-ekspeditionens oceaniske forskning (1872–1876), den skandinaviske sømænd Roald Amundsen og Fridtjof Nansens arbejde, Michael Sars-ekspeditionen i 1910, Meteor-ekspeditionen i 1925, Discovery IIs antarktiske undersøgelser i 1932 og flere andre siden da. I 1921 blev den Internationale Hydrografiske Organisation (IHO) etableret, og den er fortsat i dag den centrale autoritet på hydrologiske undersøgelser og nautisk kortlægning.

### Oceanografi og dybhavsekspeditioner
Den videnskabelige oceanografi begyndte i praksis med James Cooks rejser fra 1768 til 1779, hvorunder han beskrev Stillehavet med en hidtil uset præcision, fra 71° Syd til 71° Nord. John Harrisons kronometere muliggjorde Cooks nøjagtige navigation og kortlægning på to af disse rejser, og forbedrede dermed permanent den standard, der var tilgængelig for efterfølgende rejser. Andre ekspeditioner fulgte i det 19. århundrede, fra Rusland, Frankrig, Holland, USA og Storbritannien. Robert FitzRoy, kaptajn på HMS Beagle, som gav Charles Darwin sine idéer og materialer til bogen On the Origin of Species i 1859, kortlagde havet og kysterne og udgav sine rapporter om skibets tre rejser, i fire bind, i 1839. Edward Forbes' bog Distribution of Marine Life fra 1854 argumenterede for at der ikke kunne eksistere liv i havet på en dybde længere nede end omkring 600 meter. Dette blev modbevist af de britiske biologer W. B. Carpenter og C. Wyville Thomson, som i 1868 opdagede liv i dybhavet ved hjælp af opmudring. Wyville Thompson blev hovedvidenskabsmand på Challenger-ekspeditionen i 1872–1876, som gjorde oceanografi til en egentlig videnskab.
På sin omkring 127.580 kilometer lange rejse omkring kloden opdagede HMS Challenger omkring 4.700 nye arter i havet, foretog 492 oplodninger, 133 opmudringer, 151 trawls henover åbent hav og 263 serielle vandtemperaturobservationer. I det sydlige Atlanterhav bragte Carl Chun ombord på Valdivia i 1898/1899 mange nye livsformer op til overfladen fra dybder på over 4.000 meter. De første observationer af dybhavsdyr i deres naturlige miljø blev foretaget af William Beebe og Otis Barton i 1930, da de steg ned til 434 meter i en kugleformet batysfære lavet af stål. Denne blev nedsænket via kabel, men i 1960 kunne et selvdrevet undervandsfartøj, batyskafen Trieste udviklet af Jacques Piccard, tage Piccard og Don Walsh helt ned til de dybeste dele af Jordens have, Marianergraven i Stillehavet, hvor de nåede en dybde på omkring 10.915 meter, hvilket var en rekord frem til 2012, da James Cameron nåede lignende dybder i Deepsea Challenger. Man kan i dag anvende en atmosfærisk dykkerdragt til nedstigninger til dybhavet, og en ny verdensrekord blev sat i 2006, da en dykker fra US Navy nåede ned på omkring 610 meter i en artikuleret, tryksat dragt.
Ved store dybder kommer der intet lyd gennem vandlagene oppefra, og der er et ekstremt tryk. Dybhavsekspeditioner bliver derfor nødt til at anvende særlige fartøjer, der enten bliver fjernstyret med lygter og kamera, eller bemandede undervandsbåde såsom de russiske Mir-fartøjer, der har et mandskab på tre og kan nå ned til 6.000 meter. De har observationsporte, 5.000-watt lys, videoudstyr og manipulatorarme til at indsamle prøver, placere prober og skubbe fartøjet henover havbunden i situationer hvor anvendelse af motoren ville forstyrre havbunden unødigt.
Batymetri er kortlægningen og studiet af havbundens topografi. Havdybden måled i dag blandt andet via ekkolod eller via satellitter. Informationen bliver brugt til at afgøre ruterne for undersøiske kabler og rørledninger, til at vælge passende steder til boreplatforme og vindmøller og til potentielle nye fiskeriområder.
Blandt igangværende oceanografisk forskning er liv i havet, konservation, havmiljøet, havenes kemi, forskning i og modellering af klimadynamikker, grænsen mellem luft og hav, vejrmønstre, ressourcer i havet, vedvarende energi, bølger og strømme samt design og udvikling af nye værktøjer og teknologier til at udforske dybet. I 1960'erne og 1970'erne kunne forskningen fokusere på taksonomi og grundlæggende biologi, men i 2010'er er fokus i stedet skiftet over på større områder såsom klimaforandringer. Forskere gør brug af satelliltbaseret fjernanalyse af overfladevandet, mens forskningsskibe, fortøjede observatorier og selvdrevne undervandsfartøjer studerer og overvåger alle dele af havet.

### Jura
"Havets frihed" er en folkeretlig grundsætning, der har rødder tilbage i det 17. århundrede. Som princip lægger det vægt på friheden til at rejse på havene og misbilliger krige, der udkæmpes i internationalt farvand. I dag er denne grundsætning nedskrevet i FN's havretskonvention, hvis tredje version trådte i kraft i 1994. Artikel 87(1) bekendtgør: "Det åbne hav er åbent for alle stater, såvel kyststater som indlandsstater." Artikel 87(1) (a) til (f) giver en ikke-fuldstændig liste over friheder, heriblandt navigation, overflyvning, nedlægning af undervandskabler, konstruktion af kunstige øer, fiskeri og videnskabelig forskning. Sikkerheden for shipping reguleres af International Maritime Organization. Dens formål inkluderer at udvikle og vedligeholde de regulatoriske rammer for shipping, maritim sikkerhed, miljømæssige bekymringer, juridiske anliggender og teknisk samarbejde.
UNCLOS definerer flere vandområder. "Indre farvande" er "farvandene på den landvendte side af søterritoriets basislinje", og fremmede magters fartøjer har ingen ret til at passere gennem disse. "Søterritorie" strækker sig højst 12 sømil (~22 kilometer) fra kystlinjen og i disse farvande kan kyststaten fastsætte love, regulere anvendelse og udnytte enhver ressource i havet. En En "tilstødende zone" strækker sig yderligere 12 sømil og her tillades eftersættelse af fartøjer mistænkt for lovbrud indenfor fire specifikke områder: told, skat, immigration og forurening. En "eksklusiv økonomisk zone" strækker sig 200 sømil (~370 kilometer) fra basislinjen. Indenfor dett eområde har kyststaten eneret til naturresourcer i områder. "Kontinentalsoklen" er den naturlige forlængelse af landterritoriet frem til kontinentalmargenens ydre kant, eller 200 sømil fra kyststatens basislinje - den største af de to. Her har kyststaten eksklusiv ret til at høste mineraler og levende ressourcer, fra havbunden.

### Søkrig
Kontrol over havet er vigtigt for en søfartsnations sikkerhed, og blokering af en havn kan anvendes til at afskære forsyninger eller mad i krigstid. Der er historisk blevet udkæmpet slag på havet - såkaldte søslag - i mere end 3.000 år. I omkring år 1210 f.Kr. besejrede og afbrændte hittitter-kongen Suppiluliuma 2. en flåde fra Alashiya. I 480 f.Kr. vandt den græske general Themistokles en afgørende sejr over en langt større persisk flåde i Slaget ved Salamis, ved at fange den persiske flåde i en smal kanal og derefter angribe den nådesløst, hvorved det lykkedes grækerne at ødelægge 200 persiske skibe og kun selv miste 40 græske fartøjer. I 1805 lykkedes det den engelske flåde, under ledelse af Horatio Nelson, at ødelægge den kombinerede fransk-spanske flådes styrke i Slaget ved Trafalgar.
Efter opfindelsen af dampmaskinen og den industrielle produktion af stålplader kunne man få kraftigt forøget militær kapacitet til søs i form af dreadnought-slagskibe, der var bevæbnet med langtrækkende kanoner. Det første store søslag med slagskibe var i 1905, da det lykkedes den japanske flåde at besejre den russiske i Slaget ved Tsushima. Dreadnoughts blev anvendt i begrænset omfang i første verdenskrig, hvor de kæmpede i Søslaget ved Jylland i 1916 mellem Royal Navy's Grand Fleet og Kaiserliche Marine's Højsøflåde (Hochseeflotte). I anden verdenskrig demonstrerede den britiske sejr i Slaget ved Taranto i 1940 at man ved at beherske luftrummet over havet var i stand til at besejre de største krigsskibe, hvilket blev bekræftet i de afgørende søslag i Stillehavskrigen, heriblandt Slaget om Koralhavet, Slaget om Midway, Slaget i det Filippinske hav og et af de største søslag i verdenshistorien: Slaget om Leyte Gulf, som alle var søslag hvori de dominerende skibe var hangarskibe.
Undervandsbåde blev en vigtig del af søkrig i første verdenskrig, hvor de tyske undervandsbåde, kendt som ubåde, et ord der senere blev synonymt med undervandsbåde som helhed, sank næsten 5.000 handelsskibe fra Ententens lande, men heriblandt også sank RMS Lusitania, hvilket var medvirkende til at bringe USA ind i krigen på Ententens side. I anden verdenskrig blev næsten 3.000 allierede skibe synket af ubåde under et forsøg på at blokere transport af forsyninger til de Britiske øer, men De Allierede brød igennem blokaden i Slaget om Atlanten, der varede næsten hele krigen, og hvor det lykkedes at synke 783 ubåde. Siden 1960 har flere nationer vedligeholdt flåder af atomdrevne undervandsbåde, der er i stand til at affyre ballistiske missiler med atomvåben-sprænghoveder fra under havet. Nogle af disse er på permanente patruljer.

### Rejse
Sejlskibe eller postbåde transporterede i mange år post på tværs af havet - et af de tidligste eksempler er den hollandske tjeneste til Batavia i Hollandsk Ostindien i 1670'erne. Disse skibe tilføjede senere passagerpladser, omend under meget trange kår. Senere igen blev der tilbudt rutefart, men rejsens længde afhang fortsat i høj grad af vejret. Da dampskibet begyndte at afløse sejlskibet overtog oceanskibet rollen som passagertransportskib. Ved begyndelsen af det 20. århundrede tog det omkring fem dage at krydse Atlanterhavet, og shippingfirmaer konkurrerede om hvem der kunne få de største og hurtigste fartøjer. Det Blå bånd var en uofficiel udmærkelse, der blev tildelt den hurtigste oceanliner til at krydse Atlanten i rutefart. Mauretania havde rekorden med 26,06 knob (48,26 km/h) i tyve år fra 1909. Hales-trofæet, oprettet for at have noget konkret at tildele skibe med det Blå bånd, blev i 1952 tildelt United States for en krydsning, der tog tre dage, ti timer og fyrre minutter.
De store transatlantiske oceanlinere var behagelige for passagerer, men dyre i brændstof og mandskab, og deres storhedstid sluttede da billige interkontinentale flyvninger blev bredt tilgængelige. I 1958 kunne et rutefly mellem New York og Paris krydse Atlanten på syv timer, og gjorde dermed effektivt den transatlantiske skibsfart overflødig. Et efter et blev de store skibe taget ud af drift, nogle blev ophugget, andre blev krydstogtskibe for fritidssektoren, mens endnu andre blev omdannet til flydende hoteller. Havet er fortsat en rute, som blandt andre flygtninge tager, ofte i små, usikre både efter at have betalt menneskesmuglere.

### Handel
Søhandel har eksisteret i flere årtusinder. Ptolemaios-dynastiet havde udviklet handel med Indien ved hjælp af havnene i Rødehavet, og i det første årtusinde f.Kr. handlede araberne, fønikerne, israelitterne og inderne med luksusvarer såsom krydderier, guld og ædelsten. Fønikerne var kendt som søhandelsfolk, og handel fortsatte med at blomstre under grækerne og romerne. Europæisk handel svandt ind efter Romerrigets kollaps, men var fortsat udbredt blandt kongerigerne i Afrika, Mellemøsten, Indien, Kina og Sydøstasien. Fra det 16. til det 19. århundrede blev omkring 13 millioner mennesker fragtet over Atlanterhavet for at blive solgt som slaver i Amerika.
I dag transporteres der gods på havet til en samlet værdi på mere end 4 trillioner $ hvert år,, i særdeleshed på tværs af Atlanterhavet og i Stillehavsregionen. En central handelsrute går gennem Herkules' Søjler, på tværs af Middelhavet og genne Suez-kanalen videre til det Indiske Ocean og gennem Malaccastrædet; meget handel går også gennem den Engelske Kanal. Søveje er ruterne på åbent hav, som anvendes af handels- og fragtskibe, og som traditionelt har gjort brug af handelsvinde og strømme. Over 60 % af verdens containertraffik foretages på de 20 mest benyttede handelsruter. Den øgede smeltning af is i Arktis siden 2007 gør det nu muligt for skibe at sejle igennem Nordvestpassagen i nogle uger om sommeren, og dermed undgå de længere ruter via Suez-kanalen eller Panama-kanalen.
Shipping suppleres af luftfragt, der er en dyrere proces, som hovedsageligt anvendes til særligt værdifuld eller skrøbelig last.
Der findes to centrale former for gods, bulkgods og stykgods, hvoraf det meste i dag transporteres i containere. Handelsvarer i form af væsker, pulvere eller partikler - såsom olie, korn, kul, malm, skrotmetal, sand og grus - opbevares løst i tørlastskibes lastrum. Stykgods er normalt fremstillede varer og transporteres i pakker, ofte stablet på paller. Før containernes indtog i 1950'erne blev disse varer lastet, transporteret og aflæsset stykvist. Anvendelsen af containere har kraftigt øget effektiviteten og sænket omkostningerne ved at transportere dem og næsten al fragt transporteres derfor i dag i standardstørrelse, aflåste containere læsset på særligt byggede containerskibe ved særlige terminaler. Speditionsfirmaer står for at booke fragtede varer, arrangere opsamling og levering og håndtere dokumentation.

### Mad
Fisk og andre fiskeriprodukter er blandt de mest spiste kilder til protein og andre essentielle næringsstoffer. I 2009 stod fisk for 16,6 % af verdens befolknings indtag af animalsk protein, og 6,5 % af protein overordnet. Mange kyststater imødekommer dette behov ved at fiske i deres eksklusive økonomiske zoner, men mange fiskerifartøjer bevæger sig gradvist længere og længere væk fra kysten for at udnytte muligheden for at fiske i internationalt farvand. I 2011 vurderedes verdens samlede produktion af fisk (inklusive akvakultur) til at være på 154 millioner tons, hvoraf størstedelen spises af befolkningerne selv. Fangst af vildfisk stod for 90,4 millioner tons, mens akvakultur, der vokser årligt, står for resten. Det nordvestlige Stillehav er langt det mest produktive fiskeriområde, og stod for 20,9 millioner tons (27 % af den samlede globale fangst) i 2010. Antallet af fiskerifartøjer var i 2010 4,36 million, mens antallet af ansatte i fiskeriproduktionens primærsektor samme år var 54,8 millioner.
Moderne fiskerifartøjer er typisk trawlere med et lille mandskab, hæktrawlere, notfartøjer og langline-fabriksskibe, der er designet til at være til havs i flere uger af gangen og forarbejde og nedfryse store mængder fisk. Blandt det udstyr, der anvendes til at indfange fiskene, er not og forskellige typer vod, trawl, skraber, garn og langline. De oftest fiskede arter er sild, torsk, ansjos, tun, flynder, multe, blæksprutte og laks. Overfiskeri er blevet et alvorligt problem; det medfører ikke kun udtømning af fiskebestande, men reducerer også dramatisk antallet af rovfisk. Det er blevet vurderet at industrialiseret fiskeri typisk reducerer fiskebestandens biomasse med 80 % indenfor 15 år. Mange lande har introduceret fiskekvoter i deres egne vande. En videnskabelig undersøgelse offentliggjort i Nature i april 2018 viste at den indonesiske fiskeriminister Susi Pudjiastuti's aggressive tiltag for at få stoppet ulovligt fiskeri har "reduceret den samlede fiskeriindsats med mindst 25 %, (...) [potentielt] genereret en 14 % stigning i fangst og en 12 % stigning i overskud." Ud fra dette konkluderer undersøgelsen at mange nationer kan genoprette deres fiskeri og samtidig undgå disse kortsigtede udgifter ved at skærpe tiltag mod ulovligt, urapporteret og ureguleret fiskeri.
Subsistensfiskeri anvender typisk fiskestang, harpun, dykning uden dukkerdragt, fælder, kastenet og træknet. Traditionelle fiskerbåde navigeres med åre, vind eller påhængsmotor, og holder sig tæt på kysten. FN's fødevare- og landbrugsorganisation opfordrer til udvikling af mere lokalt fiskeri, som kan forsyne kystsamfund med mad og afhjælpe fattigdom.
Pr.  2010 blev der, udover vildfangsten, produceret omkring 79 millioner tons fødevarer og ikke-fødevarer via akvakultur, hvilket på daværende tidspunkt var rekord. Der blev kultiveret omkring 600 forskellige plante- og dyrearter, heraf nogle til udsætning og etablering af vilde bestande. Blandt de opdrættede dyr var finfisk, vandlevende krybdyr, krebsdyr, bløddyr, søpølser, søpindsvin, søpunge og gopler. Integreret marikultur har den fordel at der er en lettilgængelig forsyning af planktonføde og affaldsprodukter fjernes naturligt. Der anvendes flere metoder: Maskede områder for finfisk kan nedsænkes i åbent hav, bure kan anvendes i mere beskyttede farvande eller damme kan blive opfrisket med vand ved højvande. Rejeopdræt kan foretages i lavvandede damme, der er forbundet til det åbne hav. Reb kan hænges i vandet for at gro alger, østers og muslinger. Østers kan herudover blive opdrækket på bakker eller i maskerør. Søpølser kan opdrættes på havbunden. I Maine i USA har avlsprogrammer indfanget hummere, opdrættet deres larver og sat disse tilbage i naturen, og har dermed øget hummerhøsten i nærområdet. Der spises mindst 145 forskellige tangarter - røde, grønne og brune alger - på verdensplan, historisk særligt produceret i Japan og andre asiatiske lande, og der er fortsat et stort potentiale for flere algekulturer. Der anvendes kun få blomstrende vandplanter som fødevarer, men et eksempel er kveller, der kan spises enten rå eller kogt. Akvakultur har den udfordring at der er en tendens henimod monokultur, hvilket giver en risiko for udbredte sygdomme. I 1990'erne udryddede sygdom Kinas opdrættede Chlamys farreri og Fenneropenaeus chinensis, hvilket nødvendiggjorde at de blev udskiftet med andre arter. Akvakultur er også forbundet med visse miljømæssige risici - eksempelvis har rejeopdræt medført destruktion af vigtige mangroveskove i Sydøstasien.

### Fritidsbeskæftigelser
I det 19. århundrede voksede anvendelsen af havet til fritidsbeskæftigelser, og det blev en betydningsfuld industri i det 20. århundrede. Blandt maritime fritidsaktiviteter er at tage på lystsejlads, speedbådracerløb til havs og lystfiskeri i båd; kommercielt-organiserede krydstogter; og ture i mindre fartøjer i form at økoturisme til f.eks. hvalsafari og fuglekiggeri fra kysten.
Mange mennesker nyder at svømme i havet ved kysten, hvor børn typisk sopper og plasker i det lave vand, mens voksne svømmer længere ude eller slapper af på stranden. Denne tendens er relativt ny, da havbadning først for alvor blev moderne i Europa i det 18. århundrede efter den skotske læge Dr. William Buchan anbefalede det som godt for helbredet. Surfing er en sport hvor en surfer rider på en bølge med eller oden et surfbræt. Blandt andre vandsportsgrene er kitesurfing, hvor vinden i en særlig håndholdt drage trækker et bemandet bræt henover vandet, windsurfing, hvor man i stedet anvender et særligt sejl og vandski, hvor en motorbåd bruges til at trække skiløberen henover vandet.
Under havoverfladen er fridykning begrænset til relativt lavvandede nedstigninger. Perlefiskere har dog historisk fedtet deres hud ind, puttet bomuld i ørerne og klips på næsen, og derefter været i stand til at dykke helt ned til 12 m med kurve for at indsamle østers. Menneskeøjnene er ikke tilpasset til at kunne anvendes under vand, men synet kan forbedres ved at anvende en dykkermaske. Blandt andet nyttigt udstyr til dykning er svømmefødder og snorkel, eller deciderede scubasæt, der gør det muligt at ånde under vandet og derfor forblive under overfladen i længere tid af gangen. Den dybde som dykkere kan nå ned på, og perioden de kan opholde sig der, er begrænset af det øgede tryk som de kan opleve efterhånden som de kommer længere ned, og behovet for at forebygge trykfaldssyge når de vender tilbage til overfladen. Fritidsdykkere anbefales at forblive på dybder på højst 30 m, da dybere dyk øger risikoen for dykkerrus, en rus, der blandt andet kan medføre hallucinationer og irrationelle beslutninger. Dybdykning kan foretages med særligt udstyr og specialtræning.

### Elproduktion
Havet indeholder en meget stor mængde energi transporteret i havbølgerne, tidevandet, salinitetsforskellene og havtemperaturforskellene, som alle kan udnyttes til at generere elektricitet. Blandt de forskellige former for 'grøn' havkraft er tidevandsenergi, havstrømkraft, saltkraft, havvarmekraft og bølgeenergi.
Tidevandsenergi anvender generatorer til at producere elektricitet fra tidevandsstrømme, nogle gange ved at anvende en dæmning til at opbevare og derefter frigive saltvandet. Det 1 kilometer lange Rance tidevandskraftværk nær St Malo i Bretagne åbnede i 1967; det genererer omkring 0,5 GW, men er blevet efterfulgt af nogle få lignende konstruktioner.
Bølgernes store og stærkt varierende energi giver dem en enorm destruktiv evne, hvilket gør det svært at udvikle stabile bølgemaskiner til en overkommelig pris. I 1995 blev der konstrueret et lille kommercielt 2 MW kraftværk, "Osprey", i det nordlige Skotland omkring 300 meter fra kysten. Det blev kort efter beskadiget af bølgerne og efterfølgende helt ødelagt af en storm. Havstrømkraft kan potentielt forsyne befolkede områder tæt på havet med en større del af deres energibehov. I teorien kunne det udnyttes med åbne turbiner; der findes også havbundsystemer, men disse er begrænset til en dybde på omkring 40 meter.
Offshore-vindenergi indfanges af vindkraftværker placeret på havet; det har den fordel at vindhastigheden typisk er højere på havet end på land, omend vindmølleparker generelt er dyrere at bygge offshore. Den første offshore-vindmøllepark blev bygget i Danmark i 1991, og den samlede installerede kapacitet for europæiske offshore-vindmølleparker var pr.  2010 3 GW.
Elektricitetskraftværker findes ofte på kysten eller nær en flodmunding, da man dermed kan anvende havet til nedkøling. Bedre nedkøling medfører mere effektiv kraftproduktion, hvilket er særlig vigtigt for dyre atomkraftværker.

### Udvindingsindustrier
Havbunden indeholder enorme mineralaflejringer, som kan udnyttes ved sandsugning. Dette har den fordel i forhold til landbaseret minedrift at udstyret kan bygges på specialiserede skibsværfter og omkostningerne til infrastruktur er lavere. Blandt ulemperne er problemer med bølger og tidevand, og en risiko for kystlig erosion og beskadning af miljøet.
Store sulfidaflejringer på havbunden er potentielle kilder til sølv, guld, kobber, bly og zink og spormetaller. Disse aflejringer dannes når geotermisk opvarmet vand udledes fra de dybhavs-hydrotermiske væld kaldet "black smokers". Malmen er af høj kvalitet, men er uforholdsmæssigt dyr at udvinde. Der gøres forsøg på mindre havbundsminedrift ud for Papua Ny Guineas kyst ved hjælp af robotter, men dette står fortsat overfor store udfordringer.
Klipper under havbunden indeholder store mængder råolie og naturgas. Boreplatforme og boretårne udvinder olie og gas gennem offshore-boring og opbevarer og transporterer den ind til land. Offshore-produktion af olie og gas kan være svært på grund af de fjerntliggende, hårde omgivelser. Olieboring i havet har alvorlige bivirkninger for havmiljøet - dyr kan blive desorienterede på grund af de seismiske bølger, der anvendes til at finde mineralaflejringer, og der pågår fortsat debat om hvorvidt dette forårsager hvalstrandinger. Toksiske stoffer såsom kviksølv, bly og arsen kan blive udledet, infratrukturen kan forårsage skade og olie kan blive udledt i havet.
Der findes store mængder metanhydrat på havbunden og i havsediment ved temperaturer omkring 2 °C, og disse kan potentielt anvendes som energikilde. Ifølge visse estimater er den tilgængelige mængde på 1-5 millioner kubikkilometer. På havbunden findes der også mangannoduler dannet af bundfældede lag af jern, mangan og andre hydroxider fra havvandet omkring en kerne. I Stillehavet kan disse dække op til 30 % af havbunden på det dybe hav. Den kommercielle udnyttelse af dem til nikkeludvinding blev undersøgt i 1970'erne, men droppet til fordel for nemmere nikkelkilder. I visse områder kan man opsamle diamanter fra havbunden ved at opsuge grus fra havbunden. I dybere hav anvendes bevægelige crawlere på havbunden, som indsamler aflejringerne og pumper dem op til et fartøj højere oppe mod havoverfladen. I Namibia udvindes der således nu flere diamanter fra havet end fra traditionelle udvindingsmetoder til lands.
Havet indeholder enorme mængder af værdifulde opløste mineraler. Det vigtigste, havsalt, udvindes til både privat og industrielt brug, og er blevet høstet via solfordampning fra lavvandede damme siden præ-historisk tid. Brom, der akkumuleres i havet efter at være blevet udvasket fra land, opsamles økonomisk fra Det døde hav, hvor det forekommer i 55.000 parts per million (ppm).
Afsaltning er en teknisk hvorved man fjerner salt fra havvand og dermed får drikkevand, der kan drikkes eller anvendes til kunstvanding. De to primære afsaltningsmetoder, vakuumdestillation og omvendt osmose, kræver begge store mængder energi. Afsaltning anvendes normalt kun i områder hvor der ikke er andre stabile forsyninger med drikkevand, eller hvor der er meget energi, såsom ved anvendelse af overskydende varme fra kraftværker. De saltlage, der produceres som et biprodukt, indeholder visse toksiske materialer, og udledes derfor tilbage til havet.

### Havforurening
Mange stoffer ender i havet som et resultat af menneskers aktiviteter. Forbrændingsprodukter transporteres i luften og aflejres i havet gennem nedbør. Industriel udstrømning og kloakanlæg udleder tungmetaller, pesticider, polyklorerede bifenyler, desinfektionsmidler, rengøringsprodukter og andre syntetiske kemikalier. Disse bliver koncentreret i overfladefilmen og i havsediment, især i flodmundingsmudder. Konsekvenserne af al denne forurening på lang sigt kendes ikke på grund af det store antal stoffer, der er involverede og manglen på information om deres biologiske effekter. De mest problematiske tungmetaller er kobber, bly, kviksølv, cadmium og zink, som kan bioakkumuleres i havorganismer og blive overført gennem fødekæden.
Meget flydende plastikskrald er ikke bionedbrydeligt, og disintegrerer i stedet over tid og nedbrydes til sidst til et molekylært niveau. Rigid plastik kan således ende med at flyde rundt i havet i årevis. I midten af en gyre i det nordlige Stillehav findes der en permanent flydende affaldsø, der hovedsageligt består af plastikaffald og der findes en lignende affaldsø i det nordlige Atlanterhav. Fouragerende havfugle såsom albatrosser og petreller kan fejlagtigt tro at affald er mad, og kan ophobe ufordøjeligt plastik i deres fordøjelsessystemer. Man har også fundet skildpadder og hvaler med plastikposer og fiskesnore i maven. Mikroplastik kan synke dybere ned i havet og true arter, der filtrerer havbunden.
Det meste olieforurening af havet kommer fra byer og store industrier. Olie er farligt for havdyr, og kan tilstoppe fugles fjer og dermed reducere deres insulerende effekt og fuglenes opdrift, og fuglene kan ende med at indtage det når de renser sig selv i et forsøg på at slippe af med olien. Havpattedyr påvirkes ikke lige så alvorligt, men kan blændes, dehydreres, forgiftes eller nedkøles på grund af olie, der fjerner deres insulering. Hvirvelløse dyr i den bentiske zone kan drukne når olien synker og fisk kan forgiftes, hvilket kan forstyrre hele fødekæder. På kort sigt kan olieudslip resultere i at hele bestande af vildt dyreliv i havet skrumper ind og kommer ud af balance, fritidsaktiviteter kan påvirkes og brancher, der afhænger af havet, kan blive kastet ud i kaos. Havmiljøet har selvrensende egenskaber, og naturligt forekommende bakterier vil med tiden kunne fjerne olien fra havet - i Mexicos golf, hvor der allerede findes oliespisende bakterier, har det i nogle tilfælde kun taget nogle få dage for havet at rense sig selv ovenpå olieudslip.
Afløb fra gødning fra landbrugsjord er en stor forureningskilde i nogle områder, og udledning af spildevand kan have en lignende effekt. De ekstra næringsstoffer fra disse kilder kan forårsage ekstrem plantevækst. Kvælstof er ofte den begrænsende faktor i havsystemer, så med den kunstigt tilføjede kvælstof kan alger begynde at blomstre og rødvande kan sænke iltniveauet i vandet og dræbe havdyr. Sådanne begivenheder har skabt døde zoner i Østersøen og Mexicos Golf. Nogle algeopblomstringer skyldes cyanobakterier, der gør de skaldyr, der filtrerer dem, giftige og dermed skader dyr såsom havoddere. Atomkraftværker kan også forurene - det Irske Hav blev forurenet af radioaktiv cæsium-137 fra det tidligere forarbejdningsanlæg til kernebrændstof, Sellafield og ved atomulykker kan radioaktivt materiale falde i havet, såsom det skete ved ulykkerne på Fukushima I atomkraftværket i 2011.
Dumpning af giftaffald (inklusive olie, skadelige væsker, spildevand og skrald) i havet reguleres af international lov. Londonkonventionen fra 1972 er en FN-konvention, der kontrollerer dumpning i havene, og som pr.  8. juni 2012 er blevet ratificeret af 89 lande. MARPOL 73/78 er en konvention, der har til mål at mindske havforurening fra skibe, der pr.  maj 2013 er blevet ratificeret af 152 søgående nationer.

### Hav-nomadiske folk
Flere nomadiske indfødte grupper i det Maritime Sydøstasien lever på både og får stillet næsten alle deres behov fra havet. Mokenfolket lever på kysterne i Thailand og Burma og øerne i Andamanhavet. Bajaufolket er oprindeligt fra Suluøerne, Mindanao og det nordlige Borneo. Nogle Bajau-folk er talentfulde fridykkere og i stand til at nå til dybder på 30 meter, omend mange med tiden har omstillet sig til en mere fast, landbaseret livsstil.
De oprindelige arktiske folk såsom tjuktere, inuitter, inuvialuitter og yup'iitter jager havpattedyr såsom sæler og hvaler, og Torres Strait Ø-folket i Austraien betragter Great Barrier Reef som en del af deres ejendom. De lever et traditionelt liv på øerne med jagt, fiskeri, gartneri og handel med nabofolk i Papua og australske aboriginere.

### I kulturen
Havet fremgår i menneskelige kulturer på selvmodsigende måder, som både kraftfuldt og stille, og som både smukt og farligt. Det har spillet en større rolle i både litteratur, kunst, poesi, film, teater, klassisk musik, mytologi og drømmetydning. I Oldtiden personificerede man havet og mente typisk at det blev kontrolleret af en havgud, der skulle formildnes, og det er symbolsk blevet opfattet som et fjendtligt miljø befolket af fantastiske skabninger; Livjatan fra Bibelen, Skylla i græsk mytologi, Isonade i japansk mytologi, og kraken i den sene nordiske mytologi.
Havet og skibe er blevet afbildet i kunst fra simple tegninger på væggene i hytter i Lamu-øgruppen til havskaber af Joseph Turner. Mange hollandske guldaldermalerier blev malet af kunstnere såsom Jan Porcellis, Hendrick Dubbels, Willem van de Velde den Ældre og hans søn, og Ludolf Bakhuizen fejrede havet og den hollandske flåde ved dens militære højdepunkt. Den japanske kunstner Katsushika Hokusai skabte farvede tryk af havets forskellige tilstande, heriblandt Den store bølge ud for Kanagawa.
Meget musik er blevet inspireret af havet, somme tider komponeret af komponister, der levede eller arbejdede nær kysten og så havets mange aspekter. Sømandsviser - sange, der blev sunget af sømænd for at hjælpe dem med at udføre vanskelige opgaver - er blevet vævet ind i kompositioner, ligesom der også er blevet lavet musikalske indtryk af roligt hav, storme og høj bølgegang. Blandt havrelateret musik er Richard Wagners Den flyvende hollænder, Claude Debussy's La mer (1903–05), Charles Villiers Stanford's Songs of the Sea (1904) og Songs of the Fleet (1910), Edward Elgar's Sea Pictures (1899) og Ralph Vaughan Williams' A Sea Symphony (1903–1909). Blandt eksempler på rockmusik inspireret af havet er det amerikanske rockband Ween's album The Mollusk fra 1997, der er et konceptalbum bygget op omkring havet - og som blev en direkte inspiration til den populære animerede tv-serie SvampeBob Firkant, der ligeledes finder sted i havet.
Havet har i århundreder spillet en rolle som symbol i litteratur, poesi og drømme. Somme tider anvendes det blot som en stille baggrund, men ofte introducerer det temaer såsom storm, skibbrud, kamp, trængsler, udslukning af håb, ulykker og død. I sit epos Odysseen, skrevet i det 8. århundrede f.Kr., beskriver Homer den græske helt Odysseus' ti år lange rejse hjem henover havet og dets mange farer efter have deltaget i krigen beskrevet i Iliaden. Havet er også et tilbagevendende tema i haikudigtene fra den japanske Edo-digter Matsuo Bashō (松尾 芭蕉) (1644–1694). I moderne engelsksproget litteratur er nogle af de bedst kendte havinspirerede romaner skrevet af Joseph Conrad — der trak på sin egen erfaring til havs, Herman Wouk og Herman Melville. I psykiateren Carl Jungs værker om drømmetydning symboliserer havet det personlige og det kollektive ubevidste, hvor havets dybder symboliserer underbevidsthedens dybder.